# Manfred Sommer (Informatiker)
Manfred Sommer (* 13. Januar 1945 in Amorbach in Unterfranken; † 27. Juli 2023 in Marburg) war ein deutscher Informatiker und Hochschullehrer.

## Leben
Er studierte Mathematik von 1964 bis zum Vordiplom 1966 in Göttingen und dann bis 1969 in München bis zu seinem Diplom. Von 1969 bis 1974 war er Assistent an der TU München. Nach der Promotion 1972 in München war er von 1984 bis 2014 Professor für Praktische Informatik in Marburg.

## Schriften (Auswahl)
- mit Heinz-Peter Gumm: Einführung in die Informatik. München 2013, ISBN 3-486-70641-1.
- mit Heinz-Peter Gumm: Programmierung, Algorithmen und Datenstrukturen. Berlin 2016, ISBN 3-11-044227-2.
- mit Heinz-Peter Gumm: Rechnerarchitektur, Betriebssysteme, Rechnernetze. Berlin 2017, ISBN 3-11-044235-3.
- mit Heinz-Peter Gumm: Formale Sprachen, Compilerbau, Berechenbarkeit und Komplexität. Berlin 2019, ISBN 3-11-044238-8.